# Za dom spremni

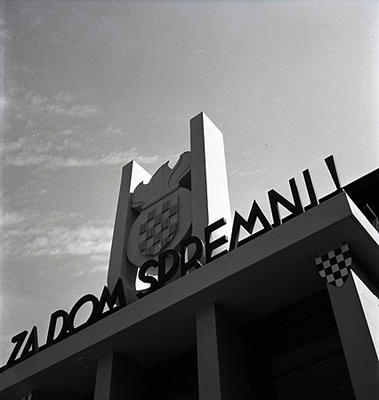
Emblem der Ustascha mit dem Wahlspruch „Za dom spremni!“ über dem Eingang eines Konzentrationslagers, welches sich auf dem Gelände des „Zagrebački zbor“ befand (1942).

Za dom spremni! (kroatisch, Für die Heimat bereit!), kurz ZDS, war seit den 1930er Jahren der Wahlspruch und Gruß der faschistischen Ustascha. Die verwendete Langform Za Poglavnika i Dom spremni! (Für den Führer und die Heimat bereit!) bezieht sich auf Ante Pavelić, den diktatorischen „Poglavnik“ der Ustascha und des Unabhängigen Staates Kroatien.

Seit dem Kroatienkrieg (1991 bis 1995) findet der Gruß wieder Verwendung, ist jedoch als Äquivalent des faschistischen Grußes äußerst umstritten. Das Verfassungsgericht Kroatiens stellte 2020 offiziell fest: 

„Der Gruß ‚Za dom spremni‘ ist ein Ustaša-Gruß aus der Zeit des Unabhängigen Staates Kroatien und ist nicht mit unserer Verfassung konform.“

Die Verwendung des Grußes kann aufgrund des Kontextes in Kroatien gegen das Gesetz über die öffentliche Ordnung, das Versammlungsrecht und das Gesetz zur Verhinderung von Unruhen bei Sportwettkämpfen verstoßen und zu strafrechtlicher Verfolgung führen.

## Geschichte

### Ursprünge
Der kroatische Aufruf Za dom! (Für die Heimat!) ohne die Erwiderung Spremni! (Bereit!), findet sich mehrfach in der kroatischen Geschichte ohne faschistischen oder nationalistischen Hintergrund.
So findet sich der Aufruf während der Türkenkriege Za dom bzw. Za dom u boj (Für die Heimat zum Kampf) mehrfach in Paul Ritter Vitezovićs Werk Odiljenje sigetsko aus dem Jahr 1684 und in anderen Werken kroatischer Literatur, welche sich mit der Belagerung von Szigetvár und dem dabei gefallenen kroatischen Feldherrn Nikola Šubić Zrinski befassen.

### Unabhängiger Staat Kroatien

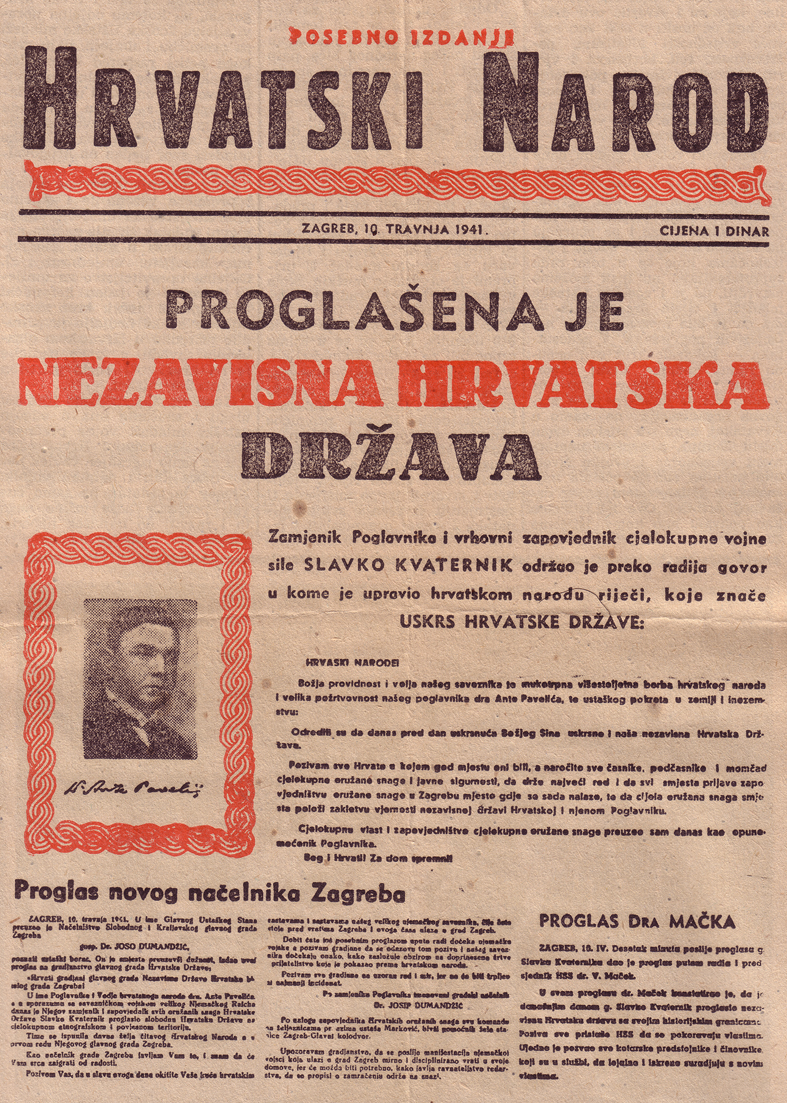
Sonderausgabe der Hrvatski Narod vom 10. April 1941 mit der Schlagzeile: „Proklamation des unabhängigen kroatischen Staates“ und dem Text.

Zunächst nur Gruß der Ustascha, sollte Za dom spremni! nach der Machtübernahme und Errichtung einer totalitären Diktatur in Form des Unabhängigen Staats Kroatien zum verbindlichen Gruß aller werden. Dieser von 1941 bis 1945 bestehende faschistische Staat war für die Rassengesetze des Unabhängigen Staates Kroatien und den Genozid an verschiedenen ethnischen Gruppen, hauptsächlich Serben, Juden und Roma, und die Ermordung zahlreicher politischer Oppositioneller verantwortlich. Bereits die Proklamation des Unabhängigen Staats Kroatien am 10. April 1941, die über Radio verlesen wurde, schloss mit den Grüßen:

„Bog i Hrvati! Za dom spremni!“

„Gott und die Kroaten! Für die Heimat bereit!“

Der Gruß wurde auf parteiinternen und staatlichen Abzeichen, Orden und Ehrenzeichen sowie auf Schriftstücken als abschließende Grußformel (beispielsweise bei Ordensverleihungen) verwendet. Die staatliche Propaganda ließ dazu unter anderem verlauten:

„U Poglavnikovoj Hrvatskoj pozdravlja se jedino ustaškim pozdravom: Za dom – spremni!“

„Im Kroatien des Poglavnik grüßt man sich einzig mit dem Ustascha-Gruß: Für die Heimat – Bereit!“

sowie auch

„Naš pozdrav je: Za dom – spremni!, Za poglavnika i za dom – spremni!“

„Unser Gruß ist: Für die Heimat – Bereit!, Für Führer und Heimat – Bereit!“

Analog zum Hitlergruß („Deutscher Gruß“) wurde er im Sprachgebrauch der Ustascha auch als „Kroatischer Gruß“ bezeichnet und beispielsweise offizielle Schreiben an deutsche Behörden mit der Grußformel „Mit kroatischem Gruß, Za dom spremni!“ beendet. Einem deutschen Wehrmachts-Offizier der „Kroatischen Legion“ wurde über den Gruß berichtet:

„Za dom! Das heißt: Für die Heimat! – Das ist der kroatische Gruß in diesem Kriege, sozusagen der Gruß der Bewegung, entsprechend unserem Heil Hitler.“ […] ‚Die Antwort‘, fuhr der Leutnant fort, „lautet: Spremni! Wir sind bereit! – An der Art, wie es herauskommt, merkt man schon, wes Geistes Kind die Leute sind.“

In Annäherung an das faschistische Italien und das nationalsozialistische Deutschland wurde er als gesprochener Gruß mit der Geste des erhobenen rechten Armes („Römischer Gruß“) verbunden.

### Kroatien- und Bosnienkrieg

Abzeichen der HOS-Miliz (1990er-Jahre)

Während des Kroatien- und Bosnienkriegs verwendete die rechtsradikale kroatische HOS-Miliz, die sich in der Tradition der Ustascha sah, den Gruß „Za dom spremni!“ offiziell auf Abzeichen und Dokumenten sowie als gesprochenen Gruß zusammen mit der Geste des erhobenen rechten Arms. Auch einige kroatische Militäreinheiten verwendeten den Wahlspruch „Za dom!“ oder „Za dom spremni!“ auf ihren Abzeichen.

## Gegenwart

### Fußball

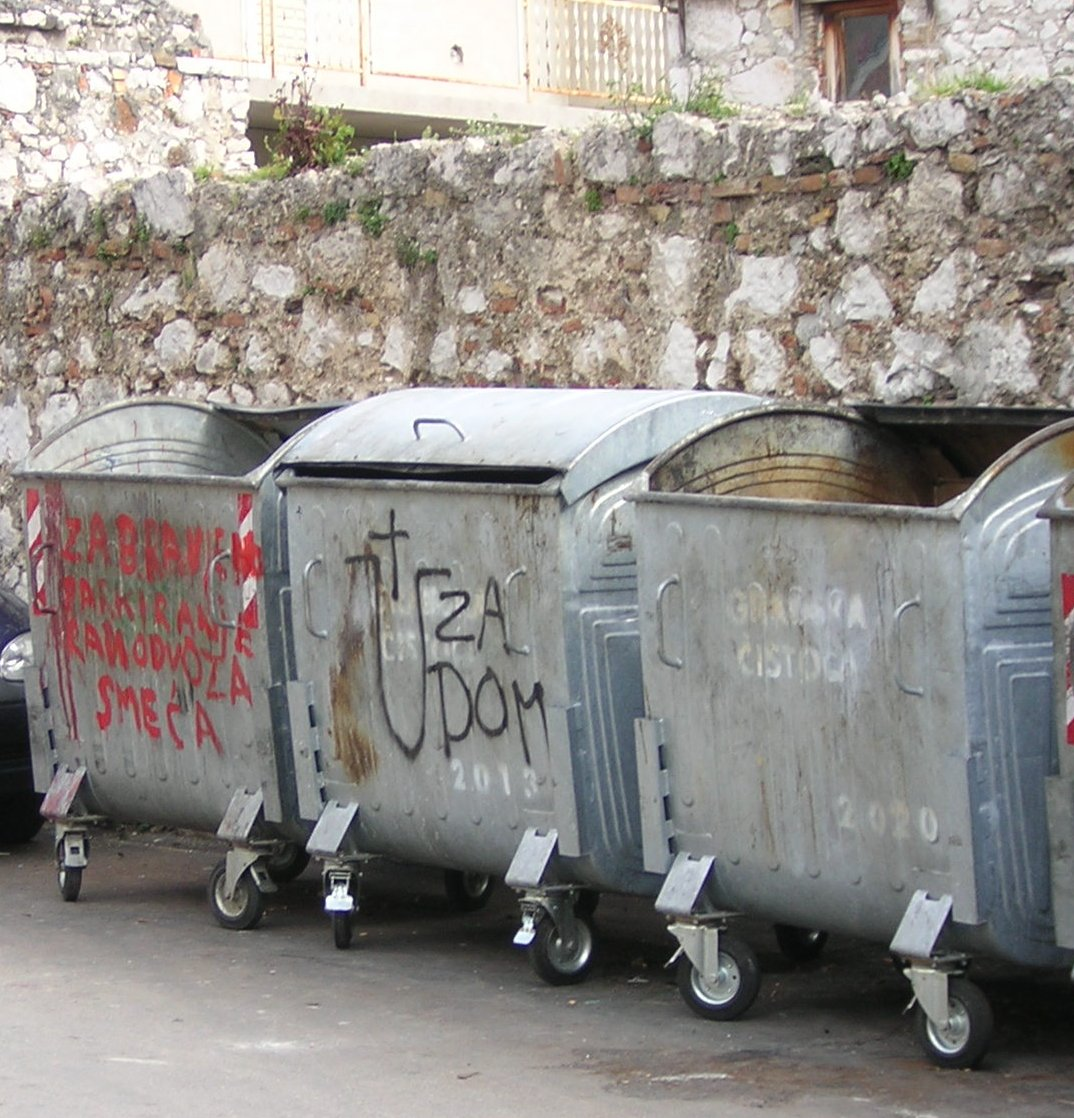
Rechtsradikales Graffiti in Kroatien: das vereinfachte Ustascha-Emblem und „Za Dom“ (2008)

In den Stadien Kroatiens wird seit den 1990er Jahren regelmäßig der Ustascha-Gruß zelebriert.
Nach der geglückten Qualifikation zur WM 2014 am 19. November 2013 sorgte der kroatische Nationalspieler Josip Šimunić für einen Eklat. Der Abwehrspieler nahm sich nach dem 2:0-Sieg im Rückspiel in Zagreb gegen Island das Stadion-Mikrofon und rief in Richtung der Fans fünf Mal „Za Dom“, woraufhin ihm das Publikum jeweils mit „Spremni!“ antwortete. Am darauffolgenden Wochenende riefen mehrere tausend Anhänger von Hajduk Split, die Torcida Split, den Ustascha-Gruß beim Heimspiel gegen den NK Osijek im Poljud-Stadion sowie „Auf geht’s, Ustaschas!“. Der Sangesgruß war Šimunić gewidmet. Im Dezember 2013 wurde Šimunić für die öffentliche Verwendung der Grußformel bei einer Stadiondurchsage von der FIFA für die Fußballweltmeisterschaft 2014 gesperrt, mit Stadionverbot belegt und zur Zahlung von einer Geldstrafe in Höhe von 30.000 Schweizer Franken verurteilt. Die Fifa-Disziplinarkommission kam in ihrem Urteil zu dem Schluss, „dass dieser Gruß diskriminierend sei und die Würde einer Gruppe von Personen unter anderem in Bezug auf Rasse, Religion oder Herkunft verletze“. Die kroatische Justiz hatte Šimunić bereits im November 2013 zu einer Geldstrafe von umgerechnet 3200 Euro verurteilt.

### Musik
Der Text des Liedes "Bojna Čavoglave" (Bataillon Čavoglave) der umstrittenen kroatischen Rockband Thompson beginnt mit dem Gruß. Das Lied mit dem der Frontmann Marko Perković im Jahr 1991 berühmt wurde, gilt als inoffizielle Hymne der kroatischen Soldaten während des Kroatienkrieges. Laut einem kritisierten Beschluss des Obersten Gerichts für Ordnungswidrigkeiten im Jahr 2020, darf die Band den Gruß bei Konzerten verwenden, da die Verwendung des Grußes im Lied keinen Verstoß gegen die öffentliche Ordnung darstellt. Zu Konzerten der Band erscheinen Fans teils in schwarzer Kleidung und anderen Symbolen der „Schwarzen Legion“ der Ustascha. Der Gruß wird dabei häufig skandiert.